# WatchOS 26
watchOS 26 est le 12e système d'exploitation de l'Apple Watch. Il s'agit d'un système d'exploitation pour smartwatch développé par Apple. watchOS 26 a été présenté lors de la WWDC 2025, le 9 juin 2025 à l'Apple Park, en Californie. La numérotation du système a été modifiée pour refléter l’année à venir et s’harmoniser avec le reste de l’écosystème Apple, on passe ainsi de watchOS 11 à watchOS 26.

## Interface
Apple intègre à watchOS une nouvelle interface graphique dite "Liquid Glass" qui se rapproche de l'interface « en verre » de visionOS.

## Fonctionnalités

### Workout Buddy
Workout Buddy est une fonctionnalité de fitness propulsée par Apple Intelligence, qui s’appuie sur les données d’entraînement et l’historique d’activité physique de l’utilisateur pour proposer des suggestions personnalisées en temps réel pendant une séance de sport.

### Défilement intelligent
Le Défilement intelligent a été revu avec watchOS 26 et utilise l’intelligence artificielle pour afficher davantage de données contextuelles, comme un itinéraire de retour après un footing ou des conseils personnalisés à l’approche d’une séance de sport quotidienne.

### App Exercice
L’app Exercice a été mise mise à jour avec le nouveau système et gagne quatre nouveaux boutons dans les coins de l’app qui permettent à l'utilisateur d’accéder facilement à quatre fonctionnalités : Vues de l’exercice, Exercice personnalisé, Rythme, et Course avec itinéraire.

### App Messages
Il y a l'ajout d'une fonction "Traduction en direct" dans Messages qui utilise Apple Intelligence qui permet de traduire directement les SMS entrants dans la langue de préférence de l'utilisateur. Cette fonctionnalité est réservée à l’Apple Watch Series 9, l’Apple Watch Series 10 et l’Apple Watch Ultra 2.

### App Notes
Il y a maintenant une application "Notes" sur l’Apple Watch avec watchOS 26, elle permet à l'utilisateur d'enregistrer une note directement depuis la montre, ainsi que d'accéder aux notes sauvegardées sur iCloud.

## Cadrans
Plusieurs cadrans ont été supprimés par Apple avec cette nouvelle version du système : Dégradé, Feu, Eau, Métal liquide, Vapeur, ainsi que l’ensemble des cadrans Toy Story.

## Compatibilité
watchOS 26 est compatible avec les appareils suivants :
- Apple Watch Series 6
- Apple Watch Series 7
- Apple Watch Series 8
- Apple Watch Series 9
- Apple Watch Series 10
- Apple Watch Ultra
- Apple Watch Ultra 2
- Apple Watch SE (2e génération)